# Yossi
Yossi (Hebraico: הסיפור של יוסי) é um filme israelense de 2012, dirigido por Eytan Fox e estrelado por Ohad Knoller, Oz Zehavi e Lior Ashkenazi.
Quinto filme de Fox, Yossi é a sequência do filme Yossi & Jagger (2002). O enredo se desenrola uma década após os eventos ocorridos no filme anterior. O personagem-título é um cardiologista gay enrustido que luta para encontrar um significado para sua vida, ao mesmo tempo superar a perda de seu amante e conciliar o seu passado com o seu futuro. 